# Ben Blair
Pas d'image ? Cliquez ici

a Compétitions nationales et continentales officielles uniquement.

b Matchs officiels uniquement.
Ben Blair, né le 26 mars 1979 à Westport (Nouvelle-Zélande), est un joueur de rugby à XV néo-zélandais. Il évolue au poste d’arrière (1,75 m pour 84 kg) jusqu'à sa retraite en 2012.

## Carrière

### En clubs
- 1999-2006 : Canterbury (NPC)
- 2001-2004 : Crusaders (Super 14)
- 2005-2006 : Highlanders (Super 14)
- 2006-2012 : Cardiff Blues
- 2012 : SU Agen

Il a débuté dans le championnat NPC en 1999 avec la province de Canterbury. Il a fait ses débuts dans le Super 12 en 2001 avec les Crusaders.
Blair dispute le Super 14 avec les Highlanders, il a joué 10 matchs du Super 12 en 2005 et 12 en 2004 avec les Crusaders.
Ben Blair dispute depuis 2006 la Celtic League, la Coupe anglo-galloise et la Coupe d'Europe de rugby à XV.
Il signe à Agen en 2012, mais il est forcé d'arrêter sa carrière avant d'effectuer le moindre match au club en octobre à cause d'une blessure au genou droit. 

### En équipe nationale
Il a joué avec l'équipe de Nouvelle-Zélande des moins de 16 ans (1995), moins 19 ans (1998) et moins de 21 ans (1999-2000).
Il a fait ses débuts avec les Blacks le 24 novembre 2001, à l’occasion d’un match contre l'Équipe d'Écosse. 

## Palmarès

### En club et province
- Championnat NPC : 73 matchs et 916 points
- Super 12/14 : 43 matchs et 373 points

### En équipe nationale
- Sélections avec les All-Blacks : 4 (+2 non officielles)